# Орьяк (Коррез)
Орья́к (фр. и окс. Auriac) — коммуна во Франции, находится в регионе Лимузен. Департамент — Коррез. Входит в состав кантона Сен-Прива. Округ коммуны — Тюль.
Код INSEE коммуны — 19014.
Коммуна расположена приблизительно в 410 км к югу от Парижа, в 105 км юго-восточнее Лиможа, в 31 км к востоку от Тюля.

## Население
Население коммуны на 2008 год составляло 219 человек.
| 1962 | 1968 | 1975 | 1982 | 1990 | 1999 | 2008 |
| ---- | ---- | ---- | ---- | ---- | ---- | ---- |
| 457  | 377  | 305  | 287  | 250  | 216  | 219  |

## Администрация
| Период | Период | Фамилия      | Партия | Примечания |
| ------ | ------ | ------------ | ------ | ---------- |
| 2001   | 2008   | Бернар Сельв |        |            |
| 2008   |        | Николь Барди |        |            |

## Экономика

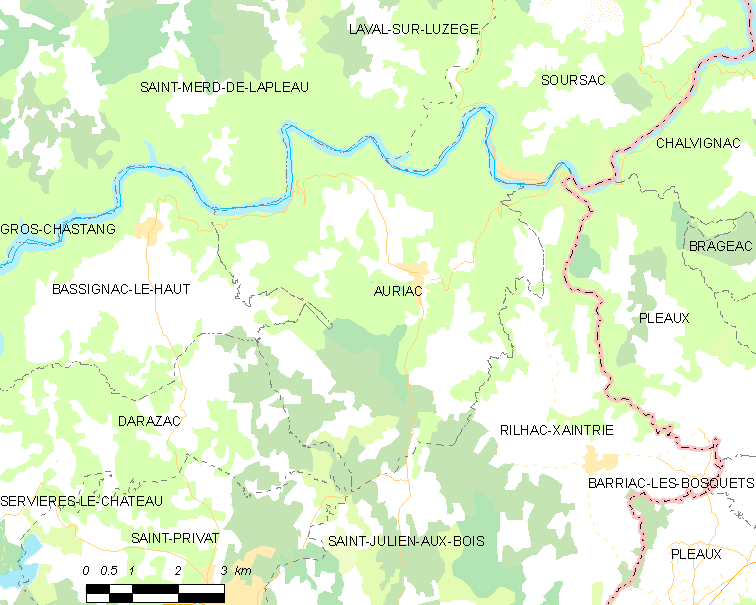
Карта коммуны

В 2007 году среди 123 человек в трудоспособном возрасте (15-64 лет) 76 были экономически активными, 47 — неактивными (показатель активности — 61,8 %, в 1999 году было 65,6 %). Из 76 активных работали 68 человек (35 мужчин и 33 женщины), безработных было 8 (4 мужчины и 4 женщины). Среди 47 неактивных 6 человек были учениками или студентами, 24 — пенсионерами, 17 были неактивными по другим причинам.

## Достопримечательности
- Церковь Сен-Ком-Сен-Дамьен (XII век). Памятник истории с 1969 года[3]